# 宝石学
宝石学（ほうせきがく、gemology、gemmology）は宝石を科学的に識別し評価する学問。学問としては地質学や、鉱物学などの地球科学の一端である。
ジェモロジスト（gemologist、gemmologist）は「宝石学を修めた者、宝石学者」を指す。日本では「宝石鑑定士」と訳されることが多いが、宝石の識別（宝石鑑別）と鑑定（グレーディング）は厳密には異なる分野であるため、本稿ではこの語を使用しない。

## 概要
宝石学では結晶構造、比重、屈折率、多色性、その他の光学特性などの特徴に基づいて、宝石の種類、天然石と人工石、宝石の傷の修復の有無、着色の有無などの識別を行う。
原石の状態にある宝石は、まず母体の岩石と鉱物の組み合わせ、表面特徴や条痕色を調べ、さらにその色、屈折率、光学特性、比重、拡大検査による内部特徴で識別される。その上で、カッティング、研磨などの要素について検討する。
微細な内部特徴（インクルージョン）の研究によって含有する流体を明らかにするという分野もある。色を向上させるための加熱処理をした場合、その熱で部分的に融解した結晶インクルージョンを含むため、人工的な処理が行われたものか天然のままかどうかを識別できる。
分光分析により原子構造や化学組成を判別し、宝石の起源を特定することもできる。これは宝石を識別・評価する上で重要な要素である。たとえば、ミャンマー産のルビーはタイ産のルビーと内部構造や光学的な特徴が明確に異なる。硬度も宝石を扱う上では重要であり、物理的な硬度は非線形のモース硬度によって定義される。
宝石学の専門教育や宝石学資格がある。世界各国には多くの宝石学協会がある。また、ダイヤモンド専門のように、1種の宝石のみを専門に扱う人たちもいる。現在、世界中に数多くの宝石研究所があり、宝石の処理、新しい合成物、その他の新素材などの新しい課題を特定するために、これまで以上に高度な設備と経験が求められている。

## 宝石学機材
宝石学では、宝石の特徴や特性を識別するためにさまざまな機材を使用する。

### 一般的な機材
- 補正10倍ルーペ
- 顕微鏡
- 屈折計
  - 偏光フィルター
  - RI（屈折率）1.81までの接触液
- 偏光器
  - コノスコープ
- 二色鏡
- 分光器
- ペンライト
- ピンセット
- ストーンクロス
- カラーフィルター
- 比重測定用の秤、重液
- 紫外線ライト

### 高度な専門機材
- X線写真
- X線蛍光装置
- X線回折（XRD）
- XRF
- 走査型電子顕微鏡（SEM）
- 赤外線分光装置
- FTIR
- UV-Vis-NIR
- レーザ・ラマン分光計（LRS）
- ICP-MS

## 一般的な識別
宝石の識別は基本的に消去法で行われる。似たような色を示す宝石が他にある場合、宝石の種類を特定できるまで非破壊光学検査を続ける必要がある。ひとつの検査では特徴の一端が分かるに過ぎない。
たとえば、ルビーの比重は4.00であり、ガラスの場合は3.15から4.20の間であり、ジルコニアでは5.6から5.9の値を示す。このため、ルビーとガラスをジルコニアから区別するのは簡単である。しかし、この時点ではルビーとガラスの区別はつかない。
宝石は生成過程で地質学的環境の影響を受ける。このため化学的不純物や置換物質を含み、構造的欠陥を有し、それらが宝石の「個体」を生む。

### 屈折率
宝石の識別に有力な手段の一つが光の屈折率の測定である。光がある媒質から別の媒質へ進む時には屈折が起きるが、光がどの程度の角度で屈折するかは鉱物によって異なる。光の入射がある一定の角度を超えると全反射が起こる。この時の入射角を臨界角といい、この角度を測り宝石を識別する。通常、屈折計を使用して測定される。

### 比重
比重は相対密度とも呼ばれ、宝石の化学組成と結晶構造によって異なる。大きい宝石や原石の場合は秤を使用し、アルキメデスの原理に基づいて空気中での重さと水中に浮かんだ状態の重さを比較することによって測定される。比重の知られている重液も検査に使用される。

### 分光
この方法はプリズムや回折格子が白色光をその構成色に分離する原理を利用している。宝石用分光器は宝石素材における光の選択的吸収を分析するために使用される。着色剤または発色団は分光器内で吸収によるバンドを示し、宝石の色の原因となる要素を示す。波長はナノメートル単位で測定される。

### インクルージョン
前述したように、インクルージョンは宝石が天然か、合成か、処理済かを判断するのに役立つ。宝石によっては産地を特定する一助となる。10倍ルーペや宝石用の顕微鏡を使用して検査する。